# Closer (album de Goapele)
Pour les articles homonymes, voir Closer.
 (février 2023).
Si vous disposez d'ouvrages ou d'articles de référence ou si vous connaissez des sites web de qualité traitant du thème abordé ici, merci de compléter l'article en donnant les références utiles à sa vérifiabilité et en les liant à la section « Notes et références ».
Albums de Goapele
Even Closer
(2003)
Closer est le premier album de la chanteuse américaine Goapele. Il fut auto-produit par l'artiste et seulement disponible chez certains disquaires et sites Internet aux États-Unis. Après avoir vendu 5000 exemplaires, elle le réédita en 2003 chez Hieroglyphics Imperium Recordings (en) sous forme d'un nouvel album, Even Closer, augmenté de 5 nouveaux titres (distribué internationalement par Columbia Records).
Beaucoup de chansons de Closer furent réenregistrées lors de l'album suivant ; c'est le seul album qui comporte les versions non-censurées des titres Romantic et You (les autres versions sont disponibles sur l'album Change it All). Cet album est considéré comme un objet de collection par certains aficionados[évasif].

## Liste des titres
1. Closer (4:40)
2. Childhood Drama (3:23)
3. Too Much The Same (4:21)
4. Romantic (Uncensored Version) (5:58)
5. You (0:57)
6. Catch 22 (Original Version) (5:29)
7. Butterflykisses (3:23)
8. Things Don’t Exist (4:32)
9. Salvation (3:44)
10. It Takes More (3:56)